# Santia longisetosa
Santia longisetosa là một loài chân đều trong họ Santiidae. Loài này được Shimomura & Mawatari miêu tả khoa học năm 2001.